# Abraham ben David de Posquières
Pour les articles homonymes, voir David et Rabad.

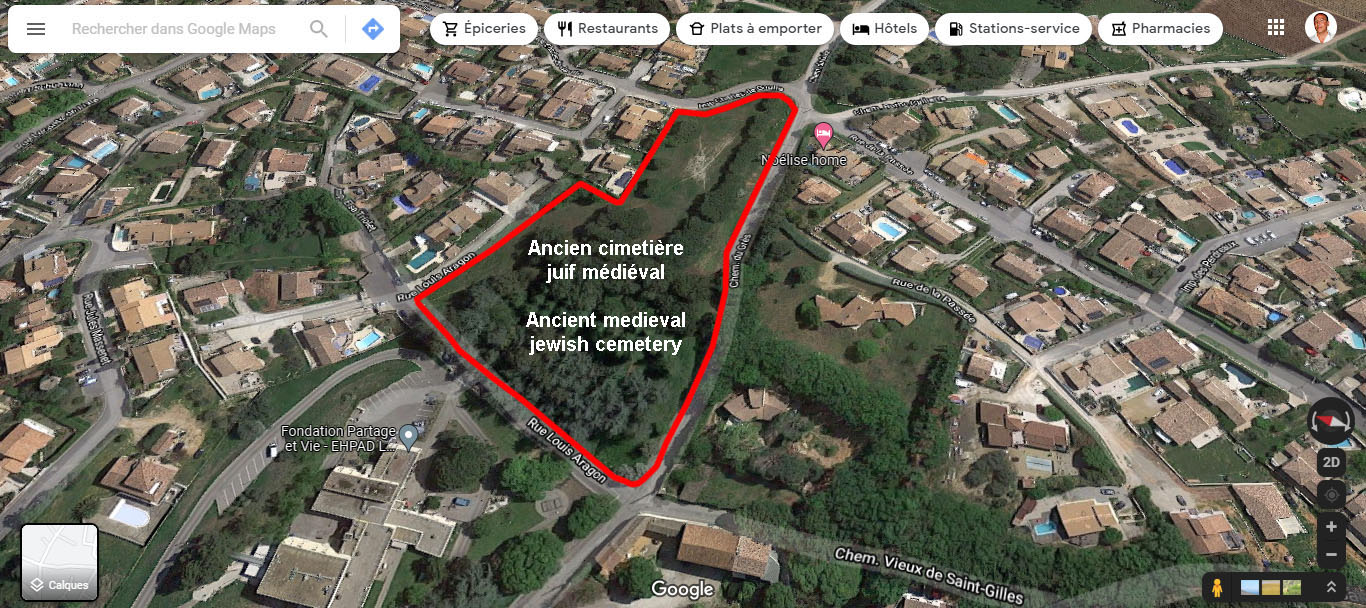
[https://www.google.com/maps/place/Ancien+cimeti%C3%A8re+juif+m%C3%A9di%C3%A9val+s%C3%A9pultures+des+Kabbalistes+Abraham+ben+David,+d'Isaac+l'Aveugle,+Rabad+II/@43.6894793,4.281771,18.5z/data=!4m8!1m2!2m1!1shepad+vauvert!3m4!1s0x0:0x8128fed5add96698!8m2!3d43.6894039!4d4.2814724 Lien vers google maps

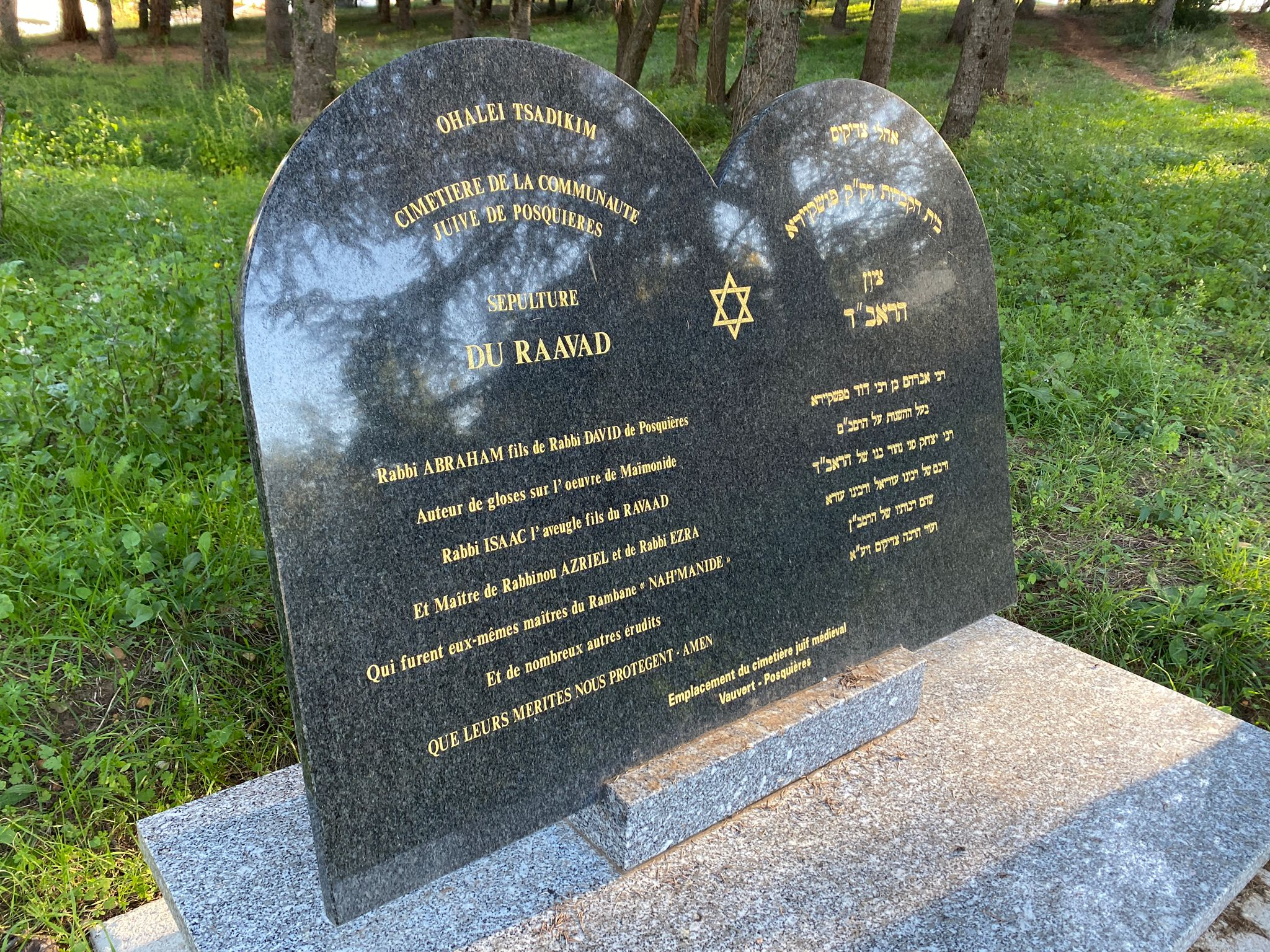
Sépultures des Kabbalistes Abraham ben David (le Rabad III) et de son fils Isaac l'Aveugle

Abraham ben David de Posquières, plus connu dans le judaïsme comme Rabad III (acronyme de Rabbenou Abraham ben David), fut un rabbin, kabbaliste et philosophe du XIIe siècle, né à Narbonne (Languedoc) en 1120, décédé à Posquières (Languedoc) en 1197. Il est le père d'Isaac l'Aveugle et le grand-père d'Acher ben David, ses successeurs à la tête de l'école kabbalistique de Posquières.

## Biographie
Talmudiste et halakhiste, il étudia sous la tutelle des Rabbins Moshe ben Yossef Ha-Levi, Mechoulam HaCohen ben Yaaqov de Lunel et Rabad II (Rabbi Avraham ben Its'hak) qui devint son beau-père et lui prodigua un enseignement mystique. Il suivit d'abord leur ligne de pensée, avant de s'en écarter, avec la maturité, et de rédiger ses propres commentaires sur des traités mishniques et talmudiques. Ceux-ci furent si brillants que certains placèrent leur auteur sur le même pied que d'éminents commentateurs comme Rachi ou le Rif. 

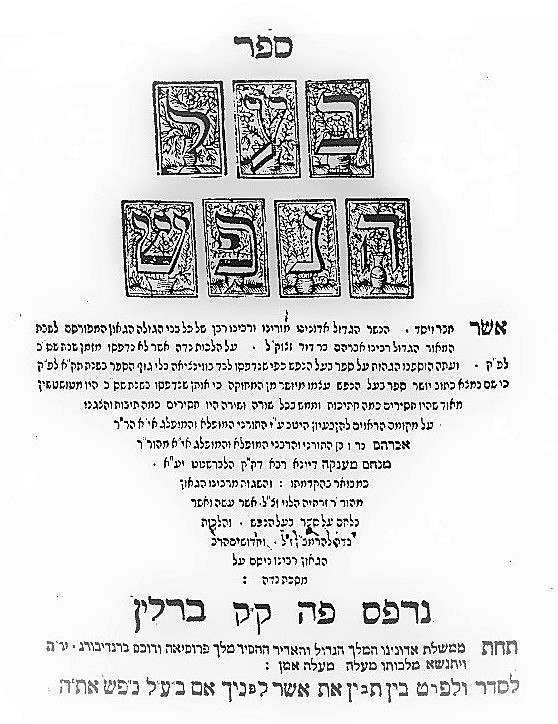
Page de titre du livre Baalei Ha-Nefesh (sur les lois de « pureté familiale ») par Abraham ben David de Posquières, 1761-62

Il est également célèbre pour ses objections (Hassagot) sur les positions halakhiques et les articles de foi de Maïmonide. Son but n'était cependant pas de porter atteinte à l'homme ou à son œuvre, ni d'exposer ses opinions personnelles en la matière, mais de montrer qu'une opinion contraire à celle de Maïmonide restait possible et que l'esprit critique de l'étudiant devait subsister malgré l'envergure du Maître, appelé « l'Aigle de la Synagogue », qui pourrait arrêter là sa réflexion.
Il écrivit également des traités halakhiques, notamment:
- Torat Ha-Bayit sur les lois diététiques
- Tamim Deim sur tous les aspects pratiques et affaires religieuses
- Tshouvot ouPsaqim LaRabad, décisions et responsa
- Drashah LeRosh HaShana, écrits halakhiques sur les fêtes de Roch Hachana et Yom Kippour.

Il devint une sommité rabbinique de Lunel au Languedoc et dirigea une yeshiva à Posquières, qui devint la plus importante du Languedoc.
Parmi ses disciples se trouvent Rabbi Ytzhaq Ha-Kohen de Narbonne, Rabbi Avraham HaYar'hi, Rabbi Meir de Carcassonne et R' Asher de Lunel. Il enseigna également la Kabbale à son fils Itzhak Sagi Naor.
Sa richesse fut l'objet de convoitises. En 1172, le seigneur Elzéar II de Posquières obtint son arrestation et son emprisonnement, cassé par Roger II, vicomte de Carcassonne, qui fit bannir à Carcassonne le Seigneur de Posquières.
Vers la fin de sa vie, il écrivit Baalei Ha-Nefesh, sur les lois de pureté familiale, et la construction d'un Mikvé.

## Abraham ben David et Maïmonide
Contemporain de Maïmonide, Abraham ben David fut l'un de ses plus farouches adversaires. Son but n'était pas de déconstruire l'œuvre du Maître mais simplement de montrer aux étudiants éblouis, tant par la stature historique de l'Aigle de la Synagogue que par son œuvre, que la parole de notre Maître Moïse n'est pas celle de Moïse notre Maître, qu'une opinion alternative peut et doit exister.
Si cette opposition se manifeste tout naturellement sur le Code de Maïmonide, le RABaD est encore plus opposé à la construction d'un système de principes de lois (qui pourraient trop facilement devenir des dogmes, sacralisés et figés), en particulier suivant la méthode préconisée par Maïmonide. En effet, celui-ci a une tendance prononcée à faire passer des concepts aristotéliciens pour de la théologie juive.
Par exemple, Maïmonide, conformément à ses convictions philosophiques, et en accord total avec ce que professe le Judaïsme, déclare que l'incorporéalité de Dieu est un principe de foi du Judaïsme, ou, tel qu'il le formule, « quiconque conçoit que Dieu serait un être corporel est un apostat » (Yad ha-Hazaqah, Teshuvah, iii. 7).
RABaD, auquel une certaine conception mystique anthropomorphique de Dieu n'est pas étrangère, ne peut que réagir à cet énoncé. Il annote donc cette formule d'une critique brève, mais emphatique : « Pourquoi appelle-t-il de telles personnes apostats ? Des hommes meilleurs et plus valables que lui ont professé cette opinion, pour laquelle ils pensent avoir trouvé confirmation dans les Écritures et dans une interprétation confuse de l'Aggada. » Cette dernière phrase laisse entendre toute la méfiance qu'a le RABaD lui-même pour cette vision anthropomorphique. Il veut simplement faire entendre que cette opinion de Maïmonide, toute louable qu'elle soit, n'est pas à ériger en dogme, car « pour Abraham ben David, le Judaïsme est une religion se basant sur des faits, et non des dogmes ». C'est cette même pondération qu'on retrouve dans ces autres critiques : bien que les vues de Maïmonide sur l'éternité du monde et la vie future lui paraissent aussi hérétiques que la corporéalité divine semblait hérétique à Maïmonide, il se contente d'indiquer sa divergence d'opinion, sans s'en prendre à l'auteur (op.cit. viii. 2, 8).
En revanche, Abraham ben David est moins mesuré lorsqu'il s'agit de dénoncer la tendance de Maïmonide à faire passer ses idées philosophiques propres sous le couvert de passages du Talmud.
La sorcellerie est par exemple, tant dans la littérature rabbinique que dans le Tanakh, dans certaines conditions, une offense passible de mort. Quant à déterminer quels actes tombent sous ces conditions, les opinions du Talmud varient fortement : certains de ses Sages n'échappent pas toujours à certaines pratiques superstitieuses alors que d'autres s'en défont complètement. Pour Maïmonide le philosophe, sorcellerie, astrologie, augures, sont autant d'absurdités, purement et simplement. Il estime que même les actions d'Éliézer (Genèse 24:14) et Jonathan (I Sam. 14:8-10) rapportées dans la Bible sont à considérer comme tombant dans ces catégories.
Ici, RABaD ne se contente pas de corriger l'assertion de Maïmonide ; il déclare expressément que de son point de vue, Maïmonide mériterait d'être retranché de son peuple pour les propos calomnieux exprimés à propos de ces personnages bibliques.
Cet exemple suffit à expliquer le principe moteur de l'attitude d'Abraham ben David envers le Yad ha'Hazaka, qu'il estimait par ailleurs lui-même une grande œuvre (Kilayim, 4:2).

## Abraham ben David et la Kabbale
Par ailleurs, Abraham ben David de Posquières, d'un naturel pieux et porté à l'ascèse, fut l'un des pères de la forme moderne de la Kabbale. Il relatait fréquemment les visites de « l'esprit saint (d'Élie) lui délivrant les secrets de Dieu au cours de ses études » , de grands mystères connus seulement des initiés. Aucun de ses traités en la matière ne nous est parvenu complet. Mais les fragments qui en sont conservés témoignent du rôle majeur qu'il a joué dans l'élaboration de la Kabbale médiévale.
À partir des thèses issues du Sefer Yetsirah (le Livre de Création), un ouvrage apparu au Xe siècle où la théorie des dix sefirot est exposée pour la première fois, Abraham ben David a développé la conception anthropomorphique et androgyne de « l'Émissaire » kabbalistique. 

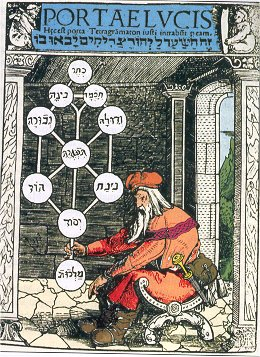
Une version médiévale de L'arbre de Vie.

« L’Émissaire, c’est le Prince du monde apparu aux prophètes, gouvernant le Char, émané de la cause première, possédant en lui la puissance du Très-Haut, c'est lui qui dit : « Faisons l’homme à notre image ». »
Entre Dieu et l’homme, Abraham ben David conçoit que se crée une image, une figure complexe, à dix dimensions, une entité intermédiaire dont l’anthropomorphisme et l’androgynie ne contredisent pas la tradition biblique et talmudique. Eprouvée par l'homme jusque dans son propre corps, comprise littéralement, autant qu'allégoriquement, la figure évite de rabaisser l’Être suprême au rang d’une réalité corporelle.
Abraham ben David a initié en France l'enseignement du Sefer Ha Bahir (le livre de la Clarté), un ouvrage apparu dans les écoles juives de Rhénanie, mais complété considérablement ensuite dans les écoles du sud de la France. Il est possible qu'il en soit l'un des auteurs. En tout cas, il l'a diffusé et commenté d'une manière remarquable.
C'est à Abraham ben David que l'on doit « la première représentation des deux principaux attributs divins, celui de la Miséricorde et celui du Jugement, sous la forme d'une figure androgyne dont les pôles masculin et féminin sont imbriqués l'un en l'autre, schème qui sera largement diffusé et réélaboré par les cabalistes.» Ce schème est à l'origine de l'Arbre de Vie de la Kabbale.

## Abraham ben David et la science
Quoique opposé à la tendance de Maïmonide à trop systématiser au risque de verser dans le dogmatisme, Abraham ben David n'était pas opposé aux approches rationalistes. On retrouve dans ses écrits une forte empreinte d'études de la philologie hébraïque. Il encouragea la traduction et la diffusion des Devoirs du Cœur de Bahya ibn Paquda, ouvrage franchement orienté vers la philosophie néoplatonicienne, et qui, à l'instar de Maïmonide, condamnait vertement les conceptions anthropomorphistes de la Déité (ce qui prouve encore une fois qu'il ne les agréait pas lui-même). Plus encore, son commentaire à la dernière note du cinquième chapitre des Hilkhot Teshouvah est une citation littérale du Musre ha-Philosophim de Honein ben Isaac (p. 11, 12) ou Loewenthal[Qui ?] (p. 39) lequel ne donne que la traduction d'Al-Gharizi[Quoi ?].

## Abraham ben David et Posquières
Abraham ben David de Posquières a enseigné et a réalisé son œuvre à Posquières, aujourd'hui Vauvert, un village du Languedoc, situé entre Nîmes et la mer. Il a eu des contacts étroits et suivis avec les talmudistes de Lunel au Languedoc, comme avec ceux des villes de la Catalogne juives de son époque.
Fondé au IXe siècle par la dynastie des Rostaings vassaux des comtes de Toulouse, Posquières hébergea une communauté juive estimée à 40 chefs de famille (soit 200 à 300 individus) par Benjamin de Tudèle lors de son voyage en 1165.
Plusieurs vestiges de la vie de la communauté juive de Posquières et de sa célèbre école rabbinique subsistent encore aujourd'hui à Vauvert. Parmi les plus emblématiques, on peut noter la rue des Juifs, la rue des Bonnets carrés, une colonne de la synagogue, une inscription tumulaire hébraïque, etc. Une place Rabad de Posquières a été inaugurée à Vauvert pour le 800e anniversaire de sa mort. Une plaque tombale a été inaugurée en mai 2019 ; elle se situe sur l'emplacement de l'ancien cimetière juif de Posquières, dans la pinède, à l'angle de la rue Louis Aragon et du chemin du Roc des Poulets.